# Dawda
Dawda ist ein westafrikanischer, insbesondere gambischer männlicher Vorname.

## Namensträger
- Dawda Bah (* 1983), gambischer Fußballspieler
- Dawda Jallow (Imam) (1930/1940–2010), gambischer Imam und Radioprediger
- Dawda Jallow (Leichtathlet) (* 1966), gambischer Leichtathlet
- Dawda A. Jallow (* 1975), gambischer Jurist und Politiker
- Dawda Jawara (1924–2019), gambischer Politiker, Präsident 1970 bis 1994